# رؤوف حسن
رؤوف حسن (بالكردية: ڕەئووف حەسەن) ولد عام 1945، هو كاتب كردي وُلد في مدينة السليمانية في كردستان العراق.
اشتهر رؤوف بعدما تمّ سجنه خلال حكم نظام حزب البعث وذلك بسبب كم المقالات التي انتقد فيها وبشدة حكم حزب البعث العربي الاشتراكي في العراق. يُعد رؤوف اليوم واحدا من كتاب الثورات الأوائل في منطقة كردستان العراق. له عددٌ من الإنجازات خاصة على المستوى اللغوي؛ كما أسّس مركز الحوار الكردي. له ابنين؛ الأول يدعى زانا رؤوف وقد وُلد عام 1970 بينما الثاني يُدعى شيرو رؤوف حيث ولد عام 1979.

## مجال العمل

### علم الفلك
1. جاردون عام 1967.

### القصص القصيرة والروايات
1. شكارا عام 1973 (قصة قصيرة)
2. غدا سيعود اباك عام 1979 (قصة قصيرة)
3. مقدمة عام 1988 (كتاب نقدي)
4. صور أختك عام 1999 (قصة قصيرة)
5. أتعس أميرة في العالم عام 2018 (رواية)

### المسرحيات
1. جناب المفتش (مسرحية مترجمة)
2. الرجل الذي أصبح كلباً (مسرحية مترجمة)
3. مصير الإنسان (مسرحية مترجمة)
4. خطر التبغ (مسرحية)
5. مطعم القرود (مسرحية)
6. التمثال (مسرحية)
7. مالا من أعلى التل (مسرحية مُترجمة)
8. اجتماع مع الرئيس (قصة قصيرة ومسرحية)
9. اللباس الاسطوري
10. الجاسوس
11. الإنسان العادي [1]

### الترجمات
1. ترجمة كتاب النظرية النسبية لاينشتاين عام 1984
2. ترجمة كتاب فن الحرب لسون تزو عام 2004
3. ترجمة كتاب تصوف لنيكوس كازانتزاكيس عام 2005
4. ترجمة كتاب تاو عام 2005

### مقابلات مع رؤوف حسن
1. مقابلات حول شخصية ماركس والحديث عن الماركسية الكردية وعلاقتها بالدين.